# Erromenus alpestrator
Erromenus alpestrator là một loài tò vò trong họ Ichneumonidae.